# Joanis Papaioanu
Joanis Papaioanu, gr. Ιωάννης Παπαϊωάννου (ur. 20 kwietnia 1976) – grecki szachista, arcymistrz od 1998 roku.

## Kariera szachowa
Do ścisłej czołówki greckich szachistów awansował w drugiej połowie lat 90. W 1997, 1998 i 1999 r. trzykrotnie z rzędu zdobył złote medale indywidualnych mistrzostw Grecji.
Wielokrotnie reprezentował Grecję w turniejach drużynowych, m.in.:
- dziewięciokrotnie na olimpiadach szachowych (w latach 1998, 2000, 2002, 2004, 2006, 2008, 2010, 2012, 2014)[2],
- na drużynowych mistrzostwach świata (w roku 2010)[3],
- siedmiokrotnie na drużynowych mistrzostwach Europy (w latach 2001, 2003, 2005, 2007, 2009, 2011, 2013)[4].

W 1992 r. podzielił w Sas van Gent VII m. w mistrzostwach Europy juniorów do lat 20, w 1995 r. podzielił I m. w Kavali, natomiast w 1996 r. tytuł mistrza kraju juniorów do lat 20. W 1998 r. zajął II m. w otwartym turnieju rozegranym na Ikarii oraz podzielił II m. (za Andriejem Szarijazdanowem, wspólnie z Danem Zolerem i Pengiem Xiaominem) w mistrzostwach świata studentów, rozegranych w Rotterdamie. W 2009 r. podzielił I m. w turnieju Acropolis (wspólnie z Borki Predojeviciem, Christosem Banikasem i Atanasem Kolewem).
Najwyższy ranking w dotychczasowej karierze osiągnął 1 sierpnia 2017 r., z wynikiem 2652 punktów zajmował wówczas 99. miejsce na światowej liście FIDE 1. miejsce wśród greckich szachistów.